# Hylaeus rudbeckiae
Hylaeus rudbeckiae is een vliesvleugelig insect uit de familie Colletidae. De wetenschappelijke naam van de soort is voor het eerst geldig gepubliceerd in 1895 door Cockerell & Casad.